# Cârnat
Cârnatul este un aliment preparat de obicei din carne tocată, slănină, sare și condimente, iar uneori cu plante aromatice, pasta rezultată fiind introdusă într-un înveliș cilindric membranos. Preparea cârnaților își are originea în bucătăria europeană.
Tradițional, învelișul era făcut din intestinul unor animale, deși în zilele noastre acesta este deseori sintetic.

Denumirea provine din cuvântul latin carnacius (pronunțat: car-na-cius), care are semnificația produs din carne, „cărnat”.